# San Gregorio d'Ippona
San Gregorio d'Ippona es un municipio sito en el territorio de la provincia de Vibo Valentia, en Calabria (Italia).

## Demografía
| Gráfica de evolución demográfica de San Gregorio d'Ippona entre 1861 y 2001 |
|                                                                             |
| Fuente ISTAT - elaboración gráfica a cargo de Wikipedia                     |